# Mont Hakuun
Le mont Hakuun (白雲岳, Hakuun-dake) est un dôme de lave culminant à 2 230 m d'altitude dans le groupe volcanique Daisetsuzan situé dans les monts Ishikari sur l'île de Hokkaidō au Japon.